# 김성탄
김성탄(金聖歎, 중국어: 진성탄, 1610년 4월 17일 ~ 1661년 8월 7일)은 중국 명말 청초의 문예비평가이다. 본명은 김인서(金人瑞, 중국어: 진런루이)이고 성탄(聖歎)은 호(號)이며 초명(初名)은 김위(金喟, 중국어: 진쿠이)이다. 중국 장쑤성 쑤저우 우 셴(吳縣) 출생이다.
그는 예리한 문장 감각으로서 소설 - 휴먼(人間)이 전면에 앞세워진 것으로서의 - 이 문학사의 선두에 뛰어나오려고 하는 전환점에 있었던 당시대의 문예사조를 분방하게 체현(體現)시켰다. 《장자》, 《초사》, 《사기》, 《두시》(杜詩), 《수호전》, 《서상기》를 성탄재자서(聖歎才子書)라 하여 같은 수준에서 평가했고, 《수호전》을 70회에 끊고, 시를 두 개로 분해하여 비평하는 등 그의 발자취는 독특하였다.